# Vanderhorstia rapa
Vanderhorstia rapa es una especie de peces de la familia de los Gobiidae en el orden de los Perciformes.

## Morfología
Las  hembras pueden llegar a alcanzar los 5,03 cm de longitud total.

## Hábitat
Es un pez de Mar y, de clima subtropical y demersal que vive entre 25-50 m de profundidad. 

## Distribución geográfica
Se encuentra en el Japón: costa sur-occidental de Shikoku e Islas Izu. 

## Observaciones
Es inofensivo para los humanos. 